# Calle de los Escipiones
La calle de los Escipiones es una vía pública de la ciudad española de Sagunto.

## Descripción
La vía nace de la calle del Camino Real y discurre hasta desembocar por un lado en el carrer de les Penyetes y por el otro en la calle de los Héroes. Aunque se llamó «calle de Estors» en el pasado, con el título actual honra a Publio y Cneo Cornelio Escipión Calvo, que liberaron la ciudad durante la segunda guerra púnica y después acometieron su restauración. Aparece descrita en el Nomenclator de las calles, plazas y puertas antiguas y modernas de la ciudad de Sagunto (1901) de Antonio Chabret y Fraga con las siguientes palabras:

Escipiones (calle de los). Empieza en la calle Real y desemboca en la de les Peñetes y Héroes. Antes de esta denominación se llamaba esta calle de Estors. El cambio está justificado por la necesidad que hay de inculcar en la mente del pueblo los nombres de los insignes generales romanos, libertadores de Sagunto durante la segunda guerra púnica. No por que el hecho histórico sea muy antiguo, deja de tener resonancia y se debe echar en olvido; los autores clásicos y los mármoles y bronces, lo pregonan para servir de admiración á las generaciones, y Sagunto se gloria de conservar en su Teatro Romano, una inscripción dedicada á Cornelio Escipión por haber restaurado la ciudad, después de la grandiosa hecatombe.
(Chabret y Fraga, 1901a, pp. 54-55)